# Puyloubier
Puyloubier é uma comuna francesa na região administrativa da Provença-Alpes-Costa Azul, no departamento de Bouches-du-Rhône. Estende-se por uma área de 40,85 km². Em 2010 a comuna tinha 1 882 habitantes (densidade: 46,1 hab./km²).